# Zweeds landschap
Zweeds landschap is een schilderij van Allaert van Everdingen in het Rijksmuseum in Amsterdam.

## Voorstelling
Het stelt een weids, heuvelachtig landschap voor met op de voorgrond links een boerderij met schapen aan een riviertje. Aan de overkant van dit riviertje staat een ganzenhoedster met haar ganzen. Rechts is de rand van een bos te zien met een wandelaar op een pad bij een hoge smalle den. In de verte ligt een dorp bestaande uit een kerk en enkele boerderijen.

## Toeschrijving en datering

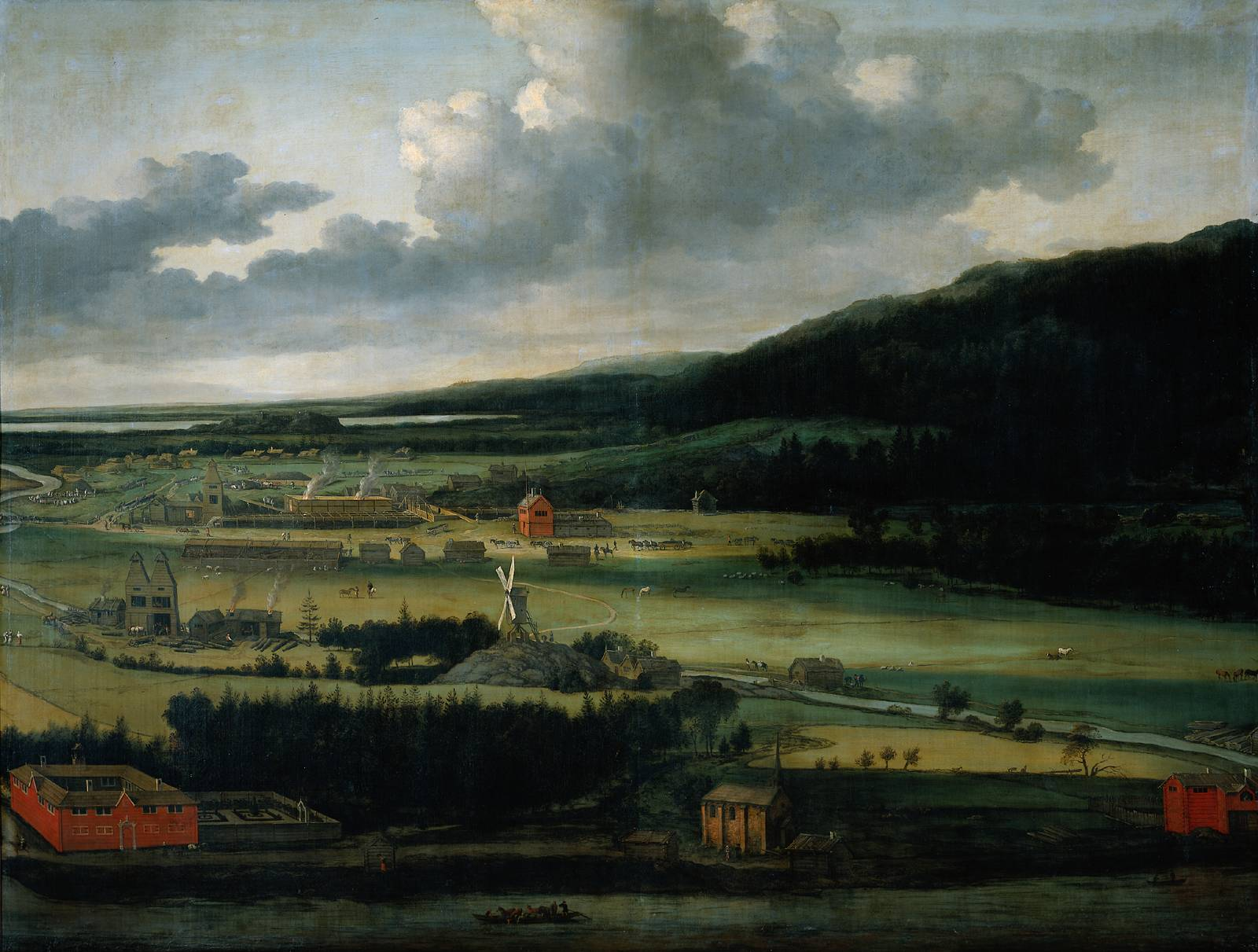
De geschutgieterij Julita Bruk van de familie Trip. Ca. 1650-1675. Amsterdam, Rijksmuseum.

Het schilderij is rechtsonder gesigneerd ‘EVERDINGEN.’. Vanwege het onderwerp, een Zweeds landschap, moet dit Allaert van Everdingen zijn, die van 1644 tot 1645 verschillende plekken in Noorwegen en Zweden bezocht. Hij schilderde het vermoedelijk geruime tijd na die reis, mogelijk in opdracht van de broers Lodewijk en Hendrick Trip, die zakelijke belangen hadden in Zweden (zie ook De geschutgieterij Julita Bruk van de familie Trip van Van Everdingen).

## Herkomst
De herkomst van het werk is onduidelijk. Het wordt in 1816 voor het eerst gesignaleerd in het Rijksmuseum, toen het nog in het Trippenhuis gevestigd was. Het heeft in dit huis, dat van 1660 tot 1662 gebouwd werd in opdracht van de broers Trip, waarschijnlijk gediend als supraporte.